# Камбон (Атлантическая Луара)
Камбон (фр. Campbon) — коммуна на западе Франции, находится в регионе Пеи-де-ла-Луар, департамент Атлантическая Луара, округ Сен-Назер, кантон Блен. Расположена в 36 км к северо-западу от Нанта и в 64 км к юго-западу от Вана. Через территорию коммуны проходит национальная автомагистраль N165 Нант-Брест.
Население (2017) — 3 998 человек.

## История
На территории коммуны обнаружены многочисленные следы пребывания людей со времен палеолита. Позже здесь проживало кельтское племя намнетов. В IV веке в этом районе распространял христианство Святой Иларий, епископ Пуатье. В VI веке в Камбоне родился Святой Виктор, которому посвящен местный приход. 
С VI века здесь, как и на всей территории в устье Луары стали селиться бретонцы. В 850 году область, вместе со всей территорией от Ренна до Нанта, была завоевана первым герцогом Бретани Номиноэ. В следующем году, в соответствии с договором в Анже она вошла в состав Бретани.
С 919 по 939 годы территория Камбона принадлежала викингам. При поддержке изгнанных бретонцев и англичан бретонский герцог Ален II отвоевал ее в 937-939 годах.
В Средние века Камбон был резиденцией шатлена, здесь был построен феодальный замок. 

## Достопримечательности
- Руины замка XI века: частично сохранилась круглая башня Энфер и несколько десятков метров крепостной стены
- Шато Куаслен XIX века c башнями и хозяйственными постройками семнадцатого века, окружённый рвами XIII века
- Церковь Святых Мартена и Виктора 1880 года
- Часовня Святого Виктора

## Экономика
Структура занятости населения:
- сельское хозяйство — 5,1 %
- промышленность — 18,1 %
- строительство — 13,4 %
- торговля, транспорт и сфера услуг — 33,5 %
- государственные и муниципальные службы — 29,9 %

Уровень безработицы (2016 год) — 7,9 % (Франция в целом — 14,1 %, департамент Атлантическая Луара — 11,9 %). 

Среднегодовой доход на 1 человека, евро (2016 год) — 21 403 (Франция в целом — 20 809, департамент Атлантическая Луара — 21 548).

## Демография
Динамика численности населения, чел.

## Администрация
Пост мэра Камбона с 2014 года занимает Жан-Луи Товен (Jean-Louis Thauvin). На муниципальных выборах 2014 года возглавляемый им левый блок одержал победу в 1-м туре, получив 51,23 % голосов.
| Период | Период | Фамилия           | Партия       | Примечания               |
| ------ | ------ | ----------------- | ------------ | ------------------------ |
| 1977   | 1989   | Жан Ле Муллек     |              |                          |
| 1989   | 2001   | Мари-Анник Лавазе |              |                          |
| 2001   | 2001   | Жан Глотен        |              | мастер-краснодеревщик    |
| 2001   | 2008   | Франсуа Аллен     |              |                          |
| 2008   | 2014   | Жан-Пьер Мезоннёв | Разные левые |                          |
| 2014   |        | Жан-Луи Товен     | Разные левые | руководитель предприятия |

## Знаменитые уроженцы
- Жан Руо (1952), писатель, лауреат Гонкуровской премии

## Галерея

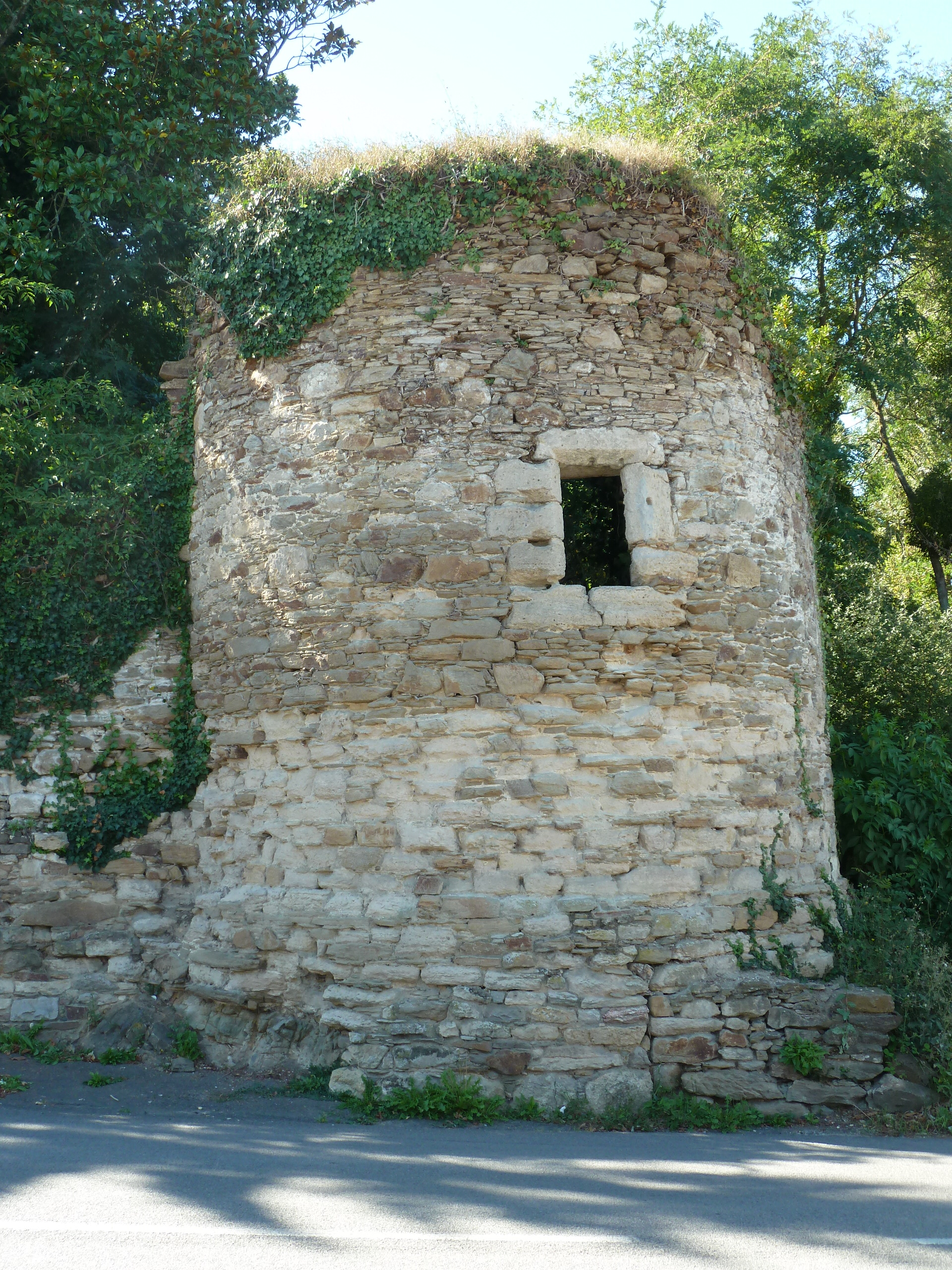
Башня Энфер